# Olympia-Sportzentrum Riga
Das Olympia-Sportzentrum Riga (lettisch Olimpiskais sporta centrs, von 2016 bis 2020: Elektrum Olimpiskais centrs) ist eine Mehrzweckhalle im Stadtteil Skanste (Schanze) im Norden der lettischen Hauptstadt Riga. Es wurde im Jahr 2005 auf dem Gelände der ehemaligen Pferderennbahn Riga vom lettischen Olympischen Komitee im Rahmen eines nationalen Programms zur Verbesserung der Trainings- und Wettkampfstätten errichtet.
Das Sportzentrum hat eine Gesamtfläche von ca. 24.000 m² und kann von bis zu 4.000 Personen pro Tag genutzt werden. Es bietet einen Sporthallenkomplex mit Kunstrasenhalle für Fußball, mehrere Felder für Basketball, Volleyball, Beachvolleyball und Tennis, eine Turnhalle, ein Hallenbad sowie Tagungs- und Büroräume und ein Café. Zudem befindet sich der Verbandssitz des lettischen Fußballverbandes hier.
Ende November 2006 fand ein NATO-Gipfel, Hauptthema der Krieg in Afghanistan, im Zentrum statt. Das Olympiazentrum war, neben der Arena Riga, Schauplatz der Unihockey-Weltmeisterschaft 2016. Im Frühjahr 2021 fand im Sportzentrum – sowie in der Arena Riga – die Eishockey-Weltmeisterschaft der Herren statt.